# Határozói mellékmondatok a román nyelvben
Ez a szócikk a román nyelv mondattanának az összetett mondattal foglalkozó azon részére szorítkozik, amely a határozói mellékmondatokat (románul propoziții subordonate circumstanțiale) tárgyalja, a hagyományos nyelvtan szemlélete szerint. Ezek fajtáival, bevezetőivel, helyével a főmondathoz viszonyítva, állítmányuk igemódjával és más szerkesztési jellegzetességekkel foglalkozik.

## Közös vonásaik
Tartalmuk (mondattani funkcióik és elvontságuk foka) és formájuk (szerkezetük) szempontjából a határozói mellékmondatok sajátossága a nem határozóiakhoz (propoziții subordonate necircumstanțiale) képest az, hogy tartalmuk általában konkrét, és sok jellegzetes szerkesztési eszközeik vannak. Ezek a helyhatározói, az időhatározói, az okhatározói, a célhatározói, a módhatározói, az eszközhatározói, a társhatározói, a tekintethatározói, az ellentétet kifejező, a hozzáadásra utaló határozói, a kivételt kifejező határozói, a következményes, a feltételes as a megengedő mellékmondat.

## Alárendelési eszközök
A mellékmondat kötődhet az őt alárendelő főmondathoz egyrészt kötőszóval vagy kötőszói szerepet betöltő más szóval, másrést közvetlenül. Ezeket a nyelvi eszközöket kiegészítheti a ragozás, a hanglejtés és a beszédszünet.
Az alárendelés főeszköze, amely minden mellékmondat-típus esetében előfordul, a bevezető szó vagy szókapcsolat. Ez lehet kötőszó, kötőszó értékű szókapcsolat vagy más hasonló funkciót ellátó szó: vonatkozó névmás, kérdő névmás, határozatlan névmás vagy ezek determináns megfelelői; névmási vonatkozó határozószó, kérdő határozószó vagy határozatlan határozószó. A kötőszó csak bevezető elem, de a többi ugyanakkor mondatrész is a mellékmondatban.
A közvetlen alárendelés, azaz bevezető szó nélküli, sokkal ritkább, mint az előző. Előfordul a feltételes és a megengedő mondat esetében, mindig jellegzetes hanglejtéssel társítva: Vrei bani, muncește! ’Pénzt akarsz? Dolgozz!’ Olykor állítmányuknak jellegzetes az igemódja is, mint ebben a példában a felszólító mód.
A ragozás másodlagos eszköze az alárendelésnek. A mellékmondatokat bevezető névmások és determinánsok ragozásáról van szó, vagy az igeragozásról a közvetlenül alárendelt mellékmondatok esetében.
A szünet többnyire jellegzetes hanglejtéssel társul. Fő szerepe az elszigetelt és a nem elszigetelt mellékmondatok megkülönböztetése.

## A határozói mellékmondatok fajtái
Az alábbiakban a helyhatározói, az időhatározói, az okhatározói, a célhatározói, a módhatározói, az eszközhatározói, a társhatározói, a tekintethatározói, az ellentétet kifejező, a hozzáadásra utaló határozói, a kivételt kifejező határozói, a következményes, a feltételes és a megengedő mellékmondatokat mutatjuk be.

### A helyhatározói mondat(propoziția circumstanțială de loc)
E mellékmondat bevezetői a következők lehetnek:
- az unde ’hol’, ’hova’ (elöljáróval vagy anélkül) és az încotro ’hova’ vonatkozó határozószók: Mă duc unde vrei ’Oda megyek, ahova akarod’, A venit înapoi de unde l-ai trimis ’Visszajött onnan, ahova küldted’;
- a fentieknek megfelelő határozatlan névmási határozószók: oriunde ’akárhol’, ’akárhova’, oriîncotro ’akárhova’: Mă duc oriunde vrei ’Elmegyek, akárhova akarod’;
- csak elöljárós vonatkozó vagy határozatlan névmás/determináns: Mă duc la cine mă invită ’Ahhoz megyek, aki meghív’, Intru în ce casă îmi place ’Abba a házba megyek be, amelyik tetszik’.

A helyhatározói mondat állítmánya állhat kijelentő módban, feltételes módban vagy feltételező módban.
E mellékmondat helye a beszélő kiemelési szándékától vagy annak hiányától függ: kiemelés nélkül a főmondat után áll, kiemelten pedig előtte: Oriunde ne întâlnim, mă oprește ’Akárhol találkozunk, megállít’.
Olykor a főmondatban van egy nem kötelező, a mellékmondatra utaló szó, megerősítés céljából: Acolo să rămâi unde îți spun! ’Ott maradj, ahol mondom!’

### Az időhatározói mondat(propoziția circumstanțială de timp)
Ez a mondattípus azt fejezi ki cselekvés alakjában, mikor történik a főmondatbeli cselekvés az alárendeltbelihez képest:
- az alárendelt cselekvés előtt (előidejűség): A sosit înainte ca prânzul să fie gata ’Azelőtt érkezett, mielőtt kész volt az ebéd’;
- az alárendelt cselekvés után (utóidejűség): A sosit după ce terminasem prânzul ’Azután érkezett, miután megebédeltem’;
- egyidőben (egyidejűség): A sosit în timp ce luam prânzul ’Aközben érkezett, miközben ebédeltem’.

Az időhatározói mondat bevezetője a kifejezett időbeli viszonytól függ.

#### Előidejűség
Az előidejűséget jelző bevezető szavak kifejezhetik ugyanakkor az alárendelő cselekvés időbeli határát is. Ilyenek a következők:
- a până kötőszó vagy a până elöljárószót magába foglaló kötőszó értékű szókapcsolat: Continuă până (ce/când) termini ’Folytasd, amíg befejezed’, A trecut multă vreme până să-l cunosc ’Sok idő telt el, amíg megismertem’;
- a până la, pentru, pe elöljárós névmások vagy determinánsok: Am așteptat până la ce oră a trebuit ’Addig az óráig vártam, ameddig kellett’, Îți rezerv cameră pentru/pe ce dată vrei ’Arra a napra foglalok neked szobát, amelyikre akarod’.

Olyan bevezető szavak is vannak, amelyek nem fejezik ki az alárendelő cselekvés időbeli határát is:
- a (mai) înainte (ca …) să kötőszó értékű szókapcsolat: Am ajuns la gară înainte ca trenul să fi sosit ’Azelőtt értem a pályaudvarra, mielőtt megérkezett volna a vonat’;
- az înaintea elöljárós vagy az înainte de elöljáró értékű szókapcsolattal ellátott vonatkozó vagy határozatlan névmás: Eu ajung în vârf înaintea oricui încearcă să urce ’Én érek a csúcsra akárki előtt, aki megpróbál felmenni’;
- a până kötőszó vagy a până elöljárószót magába foglaló kötőszó értékű szókapcsolat: Să vii până nu e prea târziu ’Addig jöjj, míg nem késő’, Până (când) să mă trezesc, el plecase deja ’Mire felébredtem, ő már el is ment’;

#### Utóidejűség
Az alárendelő cselekvés kezdetének kifejezése nélküli utóidejűséget jelző fontosabb bevezető szavak a după ce, o dată ce ’miután’ kötőszó értékű szókapcsolatok: Am ajuns după ce începuse spectacolul ’Azután értem oda, miután elkezdődött az előadás’, O dată ce am auzit ce crede, mi-am putut spune și eu părerea ’Miután meghallottam, mit gondol, én is meg tudtam mondani a véleményemet’.
Az azonnali utóidejűség kifejezői a következők:
- a când ’amikor’, cum ’amint’ határozószók: Când m-a văzut, a traversat strada ’Amikor meglátott, átment az utca másik oldalára’, Cum am aflat vestea, te-am sunat ’Amint megtudtam a hírt, felhívtalak’;
- az imediat ce, (de) îndată ce ’rögtön ahogy’ kötőszó értékű szókapcsolatok: Vin îndată ce pot ’Eljövök, amint tudok’;

A utóidejűséget és az alárendelő cselekvés kezdeti időpontját is jelző főbb bevezető szavak a de când és de pe când kötőszó értékű szókapcsolatok: De când ai plecat, plânge întruna ’Amióta elmentél, folyton sír’, Îl cunosc de pe când eram colegi ’Azóta ismerem, amióta kollégák voltunk’.

#### Egyidejűség
Az egyidejűségnek több fajtája lehet, melyek mindegyikét jellegzetes bevezetők fejezik ki.
A folyamatos egyidejűséget kifejezik:
- az în timp ce, în vreme ce, pe când ’miközben’ kötőszó értékű szókapcsolatok: În timp ce vorbeai, mă gândeam la altceva ’Miközben beszéltél, másra gondoltam’;
- a când ’amikor’ határozószó: Scrisoarea a sosit când eram la serviciu ’A levél akkor érkezett, amikor a munkahelyemen voltam’.

A behatárolt időtartamot a cât határozószó és a câtă vreme, cât timp kötőszó értékű szókapcsolatokkal fejezik ki: Am stat acolo cât / cât timp / câtă vreme a trebuit ’Annyi időt töltöttem ott, amennyit kellett’.
A fokozatos és párhuzamos történést a pe măsură ce kötőszó értékű szókapcsolat jelzi: Strugurii se culeg pe măsură ce se coc ’A szőlőt úgy szedik, ahogy érik’.
A pillanatnyi egyidejűséget a când határozószó fejezi ki, amelyet a főmondatbeli atunci ’akkor’, tocmai ’éppen’, exact ’pontosan’ határozószók erősíthetnek meg: Pornește exact când se dă semnalul ’Pontosan akkor indul, amikor jeleznek’.
Az ismételt egyidejűséget az oricând ’akármikor’ határozatlan határozószó és az (ori) de câte ori ’akárhányszor’ kötőszó értékű szókapcsolat fejezi ki: Vine ori de câte ori vrea ’Eljön, akárhányszor akar’.

#### Egyéb szerkesztési jellegzetességek
Az időhatározói mondat helye a főmondathoz képest szabad, bár az előidejűséget kifejezők többnyire a főmondat után helyezkednek el, az utóidejűséget jelzők pedig inkább a főmondat előtt.
A (mai) înainte (ca …) să ’mielőtt’ és a până (când) să ’amíg’ kötőszó értékű szókapcsolatokkal bevezetett mondatok állítmánya mindig kötőmódú, a többieké többnyire kijelentő módú.
A hanglejtés, a hangsúlyozás és a szünet (írásban vesszővel jelzett) szerepet játszhatnak a mondatok jelentésében:
Când îl chem, vine (gyengébb hangsúlya és alacsonyabb hangfekvése a chem szónak, szünet a mondatok között, erősebb hangsúly a vine szón) ’Mikor hívom, eljön’.
Când îl chem vine (erősebb hangsúlya és magasabb hangfekvése a chem szónak, szünet hiánya, gyengébb hangszúly a vine szón) ’Amikor hívom, akkor jön el’.
Előfordul, hogy az időhatározói mondat csak formailag az, és hogy valójában a főmondat fejezi ki az idői körülményt. Bevezetője a fentiek közül a când határozószó: Ajunsesem la gară când am constatat lipsa valizei ’Már a pályaudvarra értem, amikor észrevettem a bőrönd hiányát’. Csak az ilyesfajta mondatokra jellemző a că kötőszó és a főmondatban, az abia ’alig’, bine (tagadó alakú mondatban) ’alig’, încă ’még’, tocmai ’éppen’ határozószók: Abia intrase pe ușă / Nu intrase bine pe ușă, că a și sunat telefonul ’Alig lépett be az ajtón, máris csengett a telefon’.

### Az okhatározói mondat(propoziția circumstanțială de cauză)

#### Fajtái
A tulajdonképpeni okhatározói mondat kétféle lehet:
- közvetlen okot kifejező: Lipsește pentru că e bolnav ’Hiányzik, mert beteg’;
- közvetett okot kifejező, általában kérdő, felszólító kijelentő vagy óhajtó kijelentő főmondattal: Să nu lipsești, că mă supăr! ’Ne hiányozz, mert megharagszom!’

Az érvelő okhatározói mondat a közvetett okot kifejezőnek az alkategóriája. Olyan előfeltételt fejez ki, amely miatt a beszélőnek szükségesnek vagy természetesnek tűnik a főmondatbeli cselekvés. Ez a főmondat retorikusan kérdő vagy felkiáltó: Dacă nu ești atent, cum o să înțelegi? ’Ha nem figyelsz, hogyan fogod megérteni?’

#### Bevezetői
A közvetlen okot kifejező mondatokat bevezethetik:
- kötőszók: că ’hogy’, cum ’mivel’, căci, fiindcă, deoarece, întrucât (az utóbbi három jelentése ’mert’, az utóbbi kettő emelkedettebb stílusú): Mă bucur că te văd ’Örülök, hogy látlak’, Plec, căci e târziu ’Elmegyek, mert késő van’, Cum era întuneric, n-a văzut treapta ’Mivel sötét volt, nem látta meg a lépcsőfokot’, Nu putem executa lucrarea, deoarece termenul e prea scurt ’Nem tudjuk elvégezni a munkát, mert a határidő túl közeli’;
- kötőszó értékű szókapcsolatok: pentru că ’mert’, din cauză că, din pricină că ’abból adódóan, hogy’, de vreme ce, din moment ce ’hiszen’: Mă îmbrac cu un palton, pentru că e frig ’Kabátot veszek fel, mert hideg van’, Din cauză că banca a dat faliment, clienții ei au pierdut mult ’Abból adódóan, hogy a bank csődöt mondott, az ügyfelei sokat veszítettek’, Știe cum s-a întâmplat, de vreme ce a fost de față ’Tudja hogyan történt, hiszen a helyszínen volt’.

A közvetett okot kifejező tulajdonképpeni okhatározói mondatokat ugyanazok a szavak vezetik be, mint a közvetlen okot kifejező mondatokat, a cum, din cauză că, din pricină că-n kívül. A că kötőszót gyakran erősíti meg vagy helyettesíti a doar határozószó: Scoală-te, că nu ești bolnav! / Scoală-te, că doar nu ești bolnav! / Scoală-te, doar nu ești bolnav! ’Kelj fel, hiszen nem vagy beteg!’
Az érvelő okhatározói mondatnak vannak:
- jellegzetes bevezetői (când, câtă vreme ’mikor’, dacă ’ha’, o dată ce ’ha már’): Cum să rezolv problema, când/câtă vreme nu mă pricep la asta? ’Hogyan oldjam meg a kérdést, mikor nem értek hozzá?’, Fă și cumpărături o dată ce ieși în oraș! ’Vásárolj is be, ha már a városba mész!’;
- a tulajdonképpeni okhatározói mondattal közös bevezetői (de vreme ce, din moment ce): Spune tu cum s-a întâmplat, de vreme ce ai fost de față! ’Mondd el te, hogyan történt, hiszen a helyszínen voltál!’

#### Egyéb szerkesztési jellegzetességei
Az okhatározói mondatnak van olykor utalószója a főmondatban: De aceea lipsește, pentru că este bolnav ’Azért hiányzik, mert beteg’, Dacă vrei să ajungi la timp, atunci grăbește-te! ’Ha időben akarsz odaérni, akkor siess!’
Az okhatározói mondat állítmányának igemódja általában a kijelentő mód.
E mondat helye többnyire a főmondat után van, kivéve a cum kötőszósét. A că és a căci által bevezetetteké csak a második hely lehet, a többiek pedig, kiemelés celjából, a főmondat elé is helyezhetők: Pentru că e bolnav lipsește ’Mert beteg, azért hiányzik’.

### A célhatározói mondat(propoziția circumstanțială de scop)
Bevezetői általában a să, ca (…) să kötőszók, vagy a pentru ca (…) să kötőszó értékű szókapcsolat: Am venit (ca) să te văd ’Azért jöttem, hogy lássalak’, Ud cu multă apă, pentru ca florile să se dezvolte bine ’Sok vízzel öntözök, hogy a virágok jól fejlődjenek’.
A tagadó célhatározói mondatban a cumva határozószóval erősíthető meg a tagadás: Îi dau telefon, ca nu cumva să plece fără mine ’Telefonálok neki, nehogy nélkülem menjen el’.
Állítmányának igemódja mindig a kötőmód.
Helye a bevezetőjétől és a kiemelés szándékától vagy annak hiányától függ. A să kötőszós és a szétválasztott tagokból álló ca … să összetett kötőszós mondat helye csak a főmondat után lehet (Planșeul sălii e înclinat, ca spectatorii să vadă bine ’A terem padlózata lejtős, hogy a nézők jól láthassanak’), miközben a nem szétválasztott tagokkal alkotott ca să és a pentru ca (…) să által bevezetett mondat helye a főmondat előtt is lehet, kiemelés céljából. Főleg ilyenkor, ráutaló határozószó értékű szókapcsolat is lehet a főmondatban: Ca să știe ceva, de aceea învață ’Hogy tudjon is valamit, azért tanul’.

### A módhatározói mondat(propoziția circumstanțială de mod)

#### Fajtái és bevezetői
Ennek a mondattípusnak több fajtája van, melyek közül egyesek alkategóriákkal is rendelkeznek. A mondat bevezetője a fajtájától függ.
1. A tulajdonképpeni módhatározói mondatnak több jelentése lehet:
- A minőségi megfelelést a cum és precum határozószók, valamint a după cum kötőszó értékű szókapcsolat jelzi, esetleg az așa vagy az astfel utalószóval a főmondatban: Muncește (așa) cum poate ’Úgy dolgozik, ahogy tud’.
- Egy melléknév vagy határozószó által jelzett minősítés megmagyarázása és kiemelése a cum határozószóval vagy a ce vonatkozó névmással történik: Prost cum e, n-a înțeles nimic / De prost ce e, n-a înțeles nimic ’Amilyen buta, nem értett semmit’.
- A mennyiségi megfelelést a cât határozószó és a vele alkotott kötőszó értékű szókapcsolatok (după cât, pe cât) fejezik ki, esetleg a főmondatbeli atât határozószóval: Muncește (atât) cât poate ’Annyit dolgozik, amennyit tud’.
- A főmondatbeli cselekvés vagy állapot statikusan arányos függését a mellékmondatbeli cselekvéstől/állapottól a cu atât (mai) …, cu cât szerkezet fejezi ki: Sunt cu atât mai trist, cu cât mă așteptam la o veste bună ’Annál is inkább szomorú vagyok, mivel jó hírt vártam’.
- A főmondatbeli cselekvés mellékcselekvés nélküli történése kifejezhető:

– a fără (ca) să kötőszó értékű szókapcsolattal: Muncește fără să se gândească la rezultat ’Anélkül dolgozik, hogy az eredményre gondolna’;
– a să kötőszóval bevezetett tagadó mellékmondattal, tagadó főmondat után: Nu rezistă el să nu se ducă la ea ’Nem bírja ki, hogy ne menjen el hozzá’.
2. A módhatározói mondat egy másik típusa az összehasonlító, mely többféle viszonyt fejezhet ki.
a) Az egyik fajtája minőségi vagy mennyiségi egyenlőséget fejez ki:
- A minőségi egyenlőséget a cum, precum, după cum bevezetők, és esetleg a főmondatbeli așa, astfel ’úgy’, asemenea ’hasonlóképpen’, la fel ’ugyanúgy’ utalószók fejezik ki: Se plânge și protestează (la fel) cum fac toți într-o asemenea situație ’Panaszkodik és tiltakozik, ahogy mindenki teszi ilyen helyzetben’.
- A mennyiségi egyenlőséget a cât ’annyi’, cu cât ’annyival’, pe cât ’annyira’ bevezetőkkel és a lehetséges atât ’amennyi’, illetve cu atât ’amennyivel’, pe atât ’amennyire’ utalószókkal jelzik: A crescut într-un an (atât) cât cresc alții în doi ’Annyit nőtt egy év alatt, amennyit mások kettő alatt nőnek’.

Mindkétféle egyenlőséget a ca (și), illetve a cât (și) + vonatkozó vagy határozatlan névmás vagy határozószó segítségével is ki lehet fejezni: S-a prezentat la concurs la fel de bine ca și cine a luat premiul întâi ’Ugyanolyan jól szerepelt a versenyen, mint az, aki az első díjat nyerte’ (minőségi egyenlőség); Aici am vândut la fel de mult cât și unde am fost ieri ’Itt ugyanannyit adtam el, amennyit ott, ahol tegnap voltam’ (mennyiségi egyenlőség).
b) Az összehasonlító módhatározói mondat egy másik fajtája egyenlőtlenséget kifejező. Ebből is többféle van:
- Az egyenlőtlenséget általában kifejező összehasonlító mondat a főmondatban levő, a tulajdonság nagyobb vagy kisebb mértékét kifejező melléknévhez, a mód nagyobb vagy kisebb mértékét jelző határozószóhoz, vagy egy altfel ’másképpen’ típusú határozószóhoz kötött. Bevezetői többnyire a decât ’mint’ kötőszó vagy a de cum ’mint ahogy’ kötőszó értékű szókapcsolat: Muncește mai bine decât credeam ’Jobban dolgozik, mint gondoltam’, Se face altfel de cum știam ’Másképpen csinálják, mint ahogy tudtam’.
- Az elutasított vagy nem kívánatosnak ítélt cselekvést a decât să kötőszó értékű szókapcsolat vezeti be: Mai bine mă retrag decât să fac așa ceva ’Inkább visszavonulok, mintsem hogy ilyet tegyek’.
- A főmondatbeli viszonylagos felsőfokú melléknévtől vagy határozószótól függő mondatot a din elöljárós cât ’ahány’ vonatkozó névmás vagy determináns vezeti be: Este candidatul cel mai bun din câți s-au prezentat ’Ez a legjobb jelölt azok közül, ahányan jelentkeztek’.

c) Van feltételes összehasonlító módhatározói mondat is, mely feltételezettként bemutatott cselekvéssel fejezi ki az összehasonlítást. Bevezetői a ca și cum, ca și când, de parcă kötőszó értékű szókapcsolatok, vagy a parcă határozószó (mindezek jelentése ’mintha’): Dansează ca și cum / de parcă / parcă ar pluti ’Úgy táncol, mintha lebegne’.
3. A fokozatos mértéket kifejező módhatározói mondat azt jelzi, hogy a főmondat cselekvése minőségileg vagy mennyiségileg változik a mellékmondat cselekvése változásának arányában. Bevezetője a cu elöljárós cât határozószó, amelyre a cu + atât határozószó utalhat: Cu cât îmbătrânește (, cu atât) se îmblânzește ’Ahogy öregszik, úgy szelídül’.

#### Egyéb szerkesztési jellegzetességei
A főmondatbeli cselekvés mellékcselekvés nélküli történését, és az elutasított vagy nem kívánatosnak ítélt cselekvést a mellékmondat kötőmódú állítmánya fejezi ki, a feltételes összehasonlító mondat igemódja a feltételes mód, a többi módhatározói mondaté általában a kijelentő mód.
E mondattípus helye általában szabad, de a tulajdonképpenieké és az összehasonlítóké inkább a főmondat után van, a fokozatos mértéket kifejezőké pedig a főmondat előtt. Csak a de cum és a de parcă által bevezetett mondatokat helyezik mindig a főmondat mögé.

### Az eszközhatározói mondat(propoziția circumstanțială instrumentală)
Bevezetői többnyire a cu ’-val/-vel’ és prin ’keresztül’ elöljárós vonatkozó vagy határozatlan névmások/determinánsok: Scriu cu ce am ’Azzal írok, amim van’, Trimit scrisoarea prin oricine este dispus s-o ducă ’Akárkivel elküldöm a levelet, aki hajlandó elvinni’.
Igemódja lehet a kijelentő mód (lásd a fenti példákat), a feltételes mód (Aș trimite scrisoarea prin oricine ar fi dispus s-o ducă ’Akárkivel elküldeném a levelet, aki hajlandó lenne elvinni’) vagy a feltételező mód: O fi trimis scrisoarea prin cine o fi fost dispus s-o ducă ’Azzal küldhette el a levelet, aki hajlandó lehetett elvinni’.
Helye általában a főmondat után van, kihangsúlyozottan pedig a főmondat előtt: Cu ce am găsit am scris ’Amit találtam, azzal írtam’.

### A társhatározói mondat(propoziția circumstanțială sociativă)
Ez a mondattípus olyan lényre vagy dologra utal, amely a főmondatbeli cselekvésben vesz részt, vagy ennek hatását szenvedi el. A társulás többnyire a főmondat alanyával, közvetlen tárgyával vagy a szenvedő igével kifejezett állítmányának a kiegészítőjével történik.
Bevezetői:
– a cu ’-val/-vel’ elöljárószós vagy az ezt tartalmazó elöljárószó értékű szókapcsolatos vonatkozó vagy határozatlan névmások/determinánsok: A plecat (împreună) cu cine venise ’Azzal (együtt) ment el, akivel jött’, A luat-o cu ce avea pe ea ’Azzal vette el (feleségül), ami rajta volt’;
– a cu elöljárós cât vonatkozó határozószó vagy oricât határozatlan határozószó: A plecat cu cât avea la el ’Annyival ment el, amennyi nála volt’.
Igemódja lehet a kijelentő, a feltételes vagy a feltételező mód.
Helye általában a főmondat után van, kihangsúlyozottan pedig előtte.

### A tekintethatározói mondat(propoziția circumstanțială de relație)
Ez a ritkán előforduló mellékmondat azt fejezi ki, hogy mire korlátozódik a főmondatbeli cselekvés vagy egy benne kifejezett tulajdonság megléte, avagy azt, hogy milyen szempontból történik a közlés.
Bevezetői:
– az în, la, pentru elöljárós vonatkozó vagy határozatlan névmások: Se evidențiază în ce ține de practică ’Abban tűnik ki, ami a gyakorlatot illeti’;
– a cât vonatkozó névmás, az în vagy întru elöljárókkal vagy ezek nélkül: Sunt mulțumit (întru) cât privește rezultatul ’Meg vagyok elégedve, ami az eredményt illeti’.
Igemódja elsősorban a kijelentő mód, de a feltételes és a feltételező mód is lehet.

### Az ellentétet kifejező mondat(propoziția circumstanțială opozițională)
Ez a mondatfajta azt fejezi ki, ami ellentétben áll azzal, amit a főmondat fejez ki.

#### Fajtái és bevezetői
Az ellentétet kifejező mondatokat két csoportra lehet osztani: jellegzetes bevezetősek és másfajta határozói mondatfélékre jellemző bevezetősek.
Az ellentétet kifejező mondat tipikus bevezetői:
- az în loc să kötőszó értékű szókapcsolat: În loc să muncească, pierde vremea ’Ahelyett hogy dolgozna, lopja a napot’;
- az în loc de elöljárószó értékű szókapcsolatos vonatkozó vagy határozatlan névmás/determináns, valamint vonatkozó vagy határozatlan határozószó: În loc de cine era așteptat, a venit Petre ’Az helyett, akit vártak, Petre jött el’, În loc de cât îmi promisese, mi-a dat mai nimic ’Annyi helyett, amennyit ígért, majdnem semmit sem adott’.

A feltételes mondatra hasonlító ellentétet kifejező mondat bevezetője a dacă kötőszó, amelyre a főmondatban az apoi ’aztán’, dimpotrivă ’ellenben’ vagy în schimb ’viszont’ határozószók utalhatnak: Dacă anul trecut rezultatele au fost slabe, (în schimb) anul acesta sunt foarte bune ’Ha tavaly az eredmények gyengék voltak, az idén nagyon jók’.
Az időhatározói mondatra hasonlító ellentétet kifejező mondatot főleg a câtă vreme, în timp ce, în vreme ce, pe când (mind a négy jelentése ’miközben’) kötőszó értékű szókapcsolatok vezetik be: Eu lucrez tot timpul, pe când el nu face nimic ’Én folyton dolgozom, miközben ő nem csinál semmit’.
A módhatározói mondatra hasonlító ellentétet kifejező mondatnak két fajtája van:
- A tulajdonképpeni módhatározói mondatra hasonlítót a fără (ca) să kötőszó értékű szókapcsolattal vezetik be: A concurat mereu, fără să câștige niciodată ’Mindig versenyezett, anélkül hogy valaha is nyert volna’.
- Az összehansolításra hasonlító ellentétet kifejező mondatra főleg a decât határozószóból és egy vonatkozó vagy határozatlan névmásból/determinánsból álló szókapcsolat, avagy a decât és egy vonatkozó vagy határozatlan határozószó alkotta szókapcsolat jellemző. A konkrét szó attól a főmondatbeli szótól függ, amellyel ellentétben áll: A venit altcineva decât cine credeam ’Másvalaki jött, mint akire gondoltam’, Să mergem altundeva decât unde merg ei ’Menjünk máshová, mint ahová ők mennek’.

#### Egyéb szerkesztési jellegzetességei
A nem valós ellentétes cselekvést a mellékmondat kötőmódú állítmánya fejezi ki, a valósat a kijelentő módú, a feltételezettet pedig a feltételes vagy a feltételező módú.
Az în loc să és az în loc de + névmás/határozószó által bevezetett, és az időhatározói mondatra emlékeztető ellentétet kifejező mondat helye nem kötött, viszont a feltételes mondatra hasonlító csak a főmondat elé kerülhet.

### A hozzáadásra utaló határozói mondat(propoziția circumstanțială cumulativă)
Ez azt jelzi, mi adódik hozzá ahhoz, amit a főmondat fejez ki, vagy hogy mihez adódik a főmondat tartalma.
Bevezetői az alábbiak:
- a după ce că ’nem elég, hogy’, pe lângă că ’amellett hogy’ kötőszó értékű szokapcsolatok: După ce că e necinstit, se mai și laudă cu asta ’Nem elég, hogy becstelen, de még dicsekszik is vele’;
- a pe lângă ’mellett, mellé’, peste ’túl’ elöljárók, az în afară de ’kívül’, dincolo de ’túl’ elöljárószó értékű szókapcsolatok vagy a decât ’mint’ kötőszó által megelőzött vonatkozó vagy határozatlan névmás vagy determináns / vonatkozó vagy határozatlan határozószó: Pe lângă ce avea în casă, a mai cumpărat ’Amellé, ami a házban volt, még vásárolt’, Am văzut și altceva decât ce presupuneam ’Mást is láttam azon kívül, amit feltételeztem’.

A hozzáadásra utaló határozói mondatnak gyakran van utalószója a főmondatban: și ’is’, mai (și) ’még … is’, nici (+ nu) ’nem is’: Pe lângă că e vinovat, nici nu recunoaște ’Amellett, hogy ő a hibás, nem is ismeri be’.
E mondattípus állítmányának igemódja többnyire a kijelentő mód, de lehet a feltételes és a feltételező mód is.
A hozzáadásra utaló határozói mondat helye szabad, a decât-tal kezdődő bevezető szókapcsolattal bevezetetten kívül, amely mindig a főmondat után áll.

### A kivételt kifejező határozói mondat(propoziția circumstanțială de excepție)
Ez a mondattípus azt jelzi, mi nem tartozik a mellékmondat által kifejezettekhez.
Bevezetői:
- az în afară că kötőszó értékű szókapcsolat (Nu mă deranjează cu nimic, în afară că vine târziu acasă ’Nem zavar semmivel, azon kívül, hogy későn jár haza’);
- az în afară de, în afara elöljároszó értékű szókapcsolat vagy a decât ’csak’ határozószó által megelőzött vonatkozó vagy határozatlan névmás vagy determináns / vonatkozó vagy határozatlan határozószó: N-am dat nimănui, în afara cui mi-ai spus ’Nem adtam senkinek, kivéve annak, akinek mondtad’, N-am mai fost altă dată decât când ai fost și tu ’Nem voltam ott máskor, csak amikor te is’;
- a decât határozószó + a să kötőszó: Nu vreau altceva decât să dorm ’Nem akarok mást, mint aludni’.

A főmondat mindig tartalmaz egy, a következők közüli szót: alt(ul) ’más(ik)’, altceva ’másvalami’, altcineva ’másvalaki’, altundeva ’másvalahol/máshova’, altă dată ’máskor’, niciun(ul) ’egy(ik) … sem’, nimic ’semmi’, nimeni ’senki’, orice ’akármi’, oricine ’akárki’, oriunde ’akárhol’, ’akárhova’, oricând ’akármikor’. Gyakran ezek mellett a mai határozószó is jelen van: N-am mai fost altă dată decât când ai fost și tu.
A kivételt kifejező határozói mondat állítmányának igemódja a kötőmód, ha cselekvése nem valós, a kijelentő mód, ha valós, illetve a feltételes mód vagy a feltételező mód, ha feltételezett.
E mondat helye szabad, ha în afară că, în afară de vagy în afara-val szerkesztett, viszont mindig a főmondat után van, ha decât-tal szerkesztett.

### A következményes mondat(propoziția circumstanțială consecutivă)
E mellékmondat-típus bevezetői az alábbi példákban láthatók:
Este atât de furios, încât/că e în stare de orice ’Annyira dühös, hogy mindenre képes’;
A mâncat de m-a speriat ’Annyit evett, hogy megijesztett’;
Nu sunt prost să fac așa ceva ’Nem vagyok hülye, hogy ilyesmit csináljak’;
E prea deștept ca să nu înțeleagă ’Túl okos ahhoz, hogy ne értse meg’;
Pune harta așa încât să se vadă bine! ’Úgy helyezd el a térképet, hogy jól lehessen látni!’;
Poarta este prea îngustă pentru ca mașina să poată intra ’A kapu túl keskeny ahhoz, hogy a kocsi be tudjon menni’.
Amint a példákból látszik, a következményes mondatnak lehet utalószója a főmondatban. Ezek a következők:
- a bevezető szó előtt használt astfel, așa ’úgy’, atât ’annyira’, destul ’elég’ határozószók és az în așa fel ’olymódon’ până într-atât, până acolo ’olyannyira’ határozószó értékű szókapcsolatok: Am lucrat destul pentru ca acum să mă pot odihni ’Eleget dolgoztam ahhoz, hogy most pihenhessek’;
- a melléknév vagy határozószó előtt használt așa de, atât de ’olyan’, destul de ’elég’ határozószó értékű szókapcsolatok és a prea ’túl’ határozószó: Câinele era așa de / atât de mare, că nu încăpea în cușcă ’A kutya olyan nagy volt, hogy nem fért az ólba’;
- az asemenea és așa mutató determinánsok, valamint az astfel de ugyanilyen értékű szókapcsolat (jelentésük ’olyan’): Era un asemenea / așa un / un astfel de zgomot, încât nu ne auzeam unul pe altul ’Olyan zaj volt, hogy nem hallottuk egymás szavát’.

A következményes mondat állítmányának igemódja a kötőmód, ha a következmény nem valósult meg, vagy nem valósulhat meg, a kijelentő mód, ha a múltban vagy a jelenben valós következményről van szó, illetve a feltételező vagy a feltételes mód, ha a következmény feltételezett.

### A feltételes mondat(propoziția circumstanțială condițională)
Ez a mondattípus olyan cselekvést vagy állapotot fejez ki, amely feltétele a főmondatbeli cselekvés megvalósulásának, illetve állapot meglétének.
Alárendelő eszközei elsősorban olyan bevezető szavak, mint a dacă kötőszó (Dacă ai timp, vino! ’Ha van időd, gyere el!’) vagy az în caz că kötőszó értékű szókapcsolat (În caz că încalcă contractul, vor plăti despăgubiri ’Abban az esetben, ha megszegik a szerződést, kártérítést fognak fizetni’), de bevezető szó nélkül is előfordul, kérdő hanglejtéssel: Ai ceva de spus, spune acum! ’Mondanivalód van? Mondd el most!’
A feltétel fogalmához bizonyos, a mellékmondatban vagy a főmondatban található szavak kötődnek.
A mellékmondatban lehetnek a feltétel eshetőségének fogalmát erősítő szavak:
- a cumva határozószó: Dacă pleci cumva din oraș, anunță-mă! ’Ha netán elmész a városból, értesíts!’;
- a vreun, vreo határozatlan melléknévi determináns: Dacă ai vreo întrebare, pune-o! ’Ha kérdésed van, tedd fel!’

A főmondatban előfordulhatnak a feltétel korlátozó voltát erősítő határozószók, pozitív alakú főmondatban numai (Vin numai dacă mă rogi ’Csak akkor jövök, ha megkérsz rá’), negatív alakúban, ugyanazzal a jelentéssel, decât: Nu vin decât dacă mă rogi.
A feltételes mondat leggyakoribb utalószója a főmondatban az atunci ’akkor’ határozószó: Dacă vrei bani, atunci lucrează! ’Ha pénzt akarsz, akkor dolgozz!’
E mondattípus állítmánya kijelentő, feltételes vagy feltételező módban állhat.
A bevezetős feltételes mondat helye általában szabad, bár gyakoribb a főmondat elé helyezése, miközben a bevezető nélküli mondat helye mindig a főmondat előtt van.

### A megengedő mondat(propoziția circumstanțială concesivă)
Ez a mondatféle olyan körülményt fejez ki, amelynek meg kéne akadályoznia, de mégsem akadályozza meg az alárendelő cselekvést.

#### Fajtái és alárendelő eszközei
Létezik tulajdonképpeni megengedő mondat, mely cselekvése valós. Ennek bevezetői:
- a deși ’bár’ kötőszó: Deși este bolnav, lucrează ’Bár beteg, mégis dolgozik’;
- a cu toate că, chit că ’annak ellenére, hogy’, indiferent că, indiferent dacă ’attól függetlenül, hogy’ kötőszó értékű szókapcsolatok: Face sport, cu toate că e în vârstă ’Sportol, annak ellenére, hogy idős’, Face totdeauna ce vrea, indiferent că se opune cineva sau nu ’Mindig azt csinál, amit akar, függetlenül attól, hogy ellenzi valaki vagy sem’.

Van feltételes megengedő mondat is, amely alárendelési eszköze lehet bevezető szó, de anélkül is előfordul. Bevezető szavak:
- a chiar dacă, și dacă ’akkor is, ha’, nici dacă, ’akkor sem, ha’, chiar fără (ca) să, și fără (ca) să ’anélkül is, hogy’ kötőszó értékű szókapcsolatok: Chiar dacă nu vrei, eu tot vin ’Ha nem akarod, én akkor is eljövök’, N-o fac nici dacă mă plătesc ’Nem teszem meg akkor sem, ha fizetnek’, Merg și fără să mă invite ’Odamegyek anélkül is, hogy meghívnának’;
- határozatlan névmások és determinánsok: Oricine ar suna, nu deschid ușa ’Akárki csöngetne, nem nyitok ajtót’, Orice greșeală ar face, este iertat ’Akármilyen hibát is követne el, megbocsátanak neki’;
- vonatkozó és határozatlan határozószók: Oricât aș vrea, nu pot să rămân ’Akármennyire is akarnám, nem maradhatok’;
- az indiferent határozószó + vonatkozó névmás: Indiferent cine ar suna, nu deschid ușa ’Akárki csöngetne, nem nyitok ajtót’;

E mellékmondat-típus bevezető nélküli alárendelése lehet a kérdő hanglejtésével társított (N-ai chef, eu tot vin ’Nincs kedved hozzá? Én akkor is eljövök’) vagy az állítmányának igemódjával társított: Ducă-se toți, eu nu mă duc (să nélküli kötőmód) ’Menjen akár mindenki, én akkor sem megyek’, Omoară-mă, tot nu-ți spun! (felszólító mód) ’Ha megölsz, akkor sem mondom meg neked!’

#### Egyéb szerkesztési jellegzetességei
A megengedő mondat leggyakoribb utalószói a főmondatban a tot és a totuși ’mégis’ határozószók: Deși e bătrân, tot / totuși muncește ’Bár öreg, mégis dolgozik’.
A tulajdonképpeni megengedő mondat igemódja többnyire a kijelentő mód, de lehet a feltételes mód is, a feltételes megengedő mondaté pedig főleg a feltételes mód, másodsorban pedig a kijelentő mód.
A megengedő mondat helye általában szabad. Csak a bevezető szó nélküli van mindig a főmondat előtt.